# Penstemon tusharensis
Penstemon tusharensis är en grobladsväxtart som beskrevs av Noel Herman Holmgren. Penstemon tusharensis ingår i släktet penstemoner, och familjen grobladsväxter. Inga underarter finns listade i Catalogue of Life.